# Oligopogon pollinosus
Oligopogon pollinosus är en tvåvingeart som beskrevs av Engel 1932. Oligopogon pollinosus ingår i släktet Oligopogon och familjen rovflugor.
Artens utbredningsområde är Zimbabwe. Inga underarter finns listade i Catalogue of Life.